# 네오픽션상
네오픽션상은 자음과모음이 주관하는 문학상이다.

## 역대 수상 작품
- 2010년 2회 유현산 <살인자의 편지>
- 2013년 5회 이재찬 <안젤라 신드롬>